# Малаховский, Иван Викентьевич
Иван Викентьевич Малаховский (15.12.1899, д. Яковлево, Псковская обл. — 03.08.1968, Севастополь) — генерал-майор береговой службы СССР.

## Биография[1]
Иван Викентьевич Малаховский родился 15 декабря 1899 года в деревне Яковлево Невельского района Псковской области.
1919 — поступил на службу в РККА
1920 — окончил окончил 2-е Петроградские курсы, а в 1922 Высшую Украинскую артиллерийскую школу.
1931 — окончил КУВНАС при Военно-морской академии им. К. Е. Ворошилова.
Участник Гражданской войны, 9.1919 — 5.1921 принимал участие в боевых столкновениях с войсками генерала Юденича Н.Н., отрядами Махно Н. И.
04.06.1940 — присвоено звание генерал-майора береговой службы.
1943—1944 — начальник береговой обороны Краснознамённого Балтийского флота. Участник битвы за Ленинград.
5.1944 — 3.1945 — комендант Батумского сектора береговой обороны.
3.1945 — назначен комендантом береговой обороны Крымского МОР ЧФ.
После окончания Великой Отечественной войны до 1948 оставался на прежней должности.
1952 — переаттестован в генерал-майора артиллерии.
Скончался 3 августа 1968 года в Севастополе. Похоронен на кладбище Коммунаров.

## Награды[3]
- Орден Ленина дважды — 1943 и 1945 гг.
- Орден Красного Знамени дважды — 1944 и 1950 гг.
- Орден Красной Звезды дважды — 1936 и 1943 гг.